# にいつ夏まつり

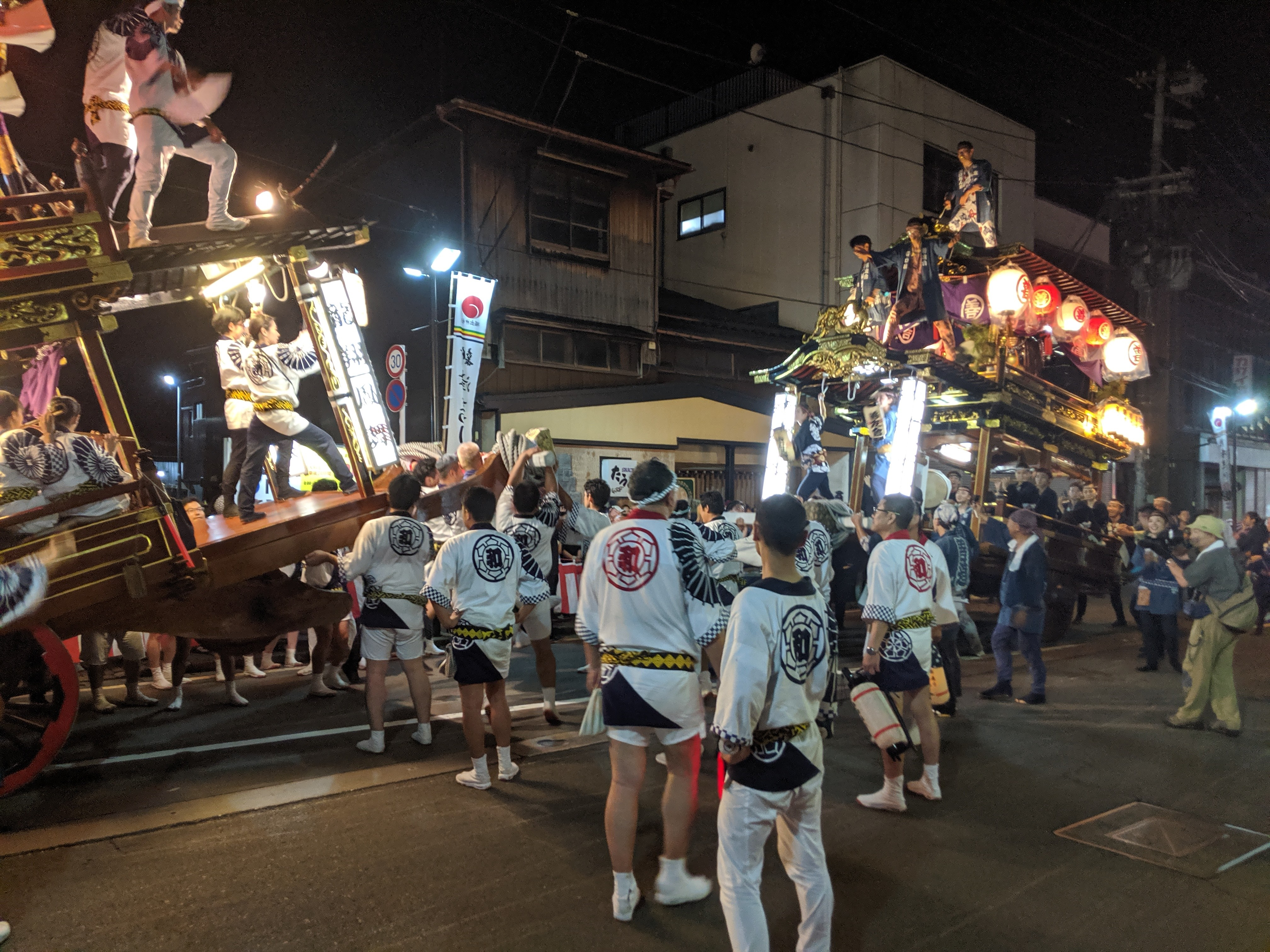
祭りの様子

にいつ夏まつり（にいつなつまつり）は、毎年8月19日、20日両日に新潟県新潟市秋葉区（旧新津市域）で行われる夏祭りである。7台の大きな屋台(山車)が秋葉区の新津本町周辺を練り歩く堀出神社を中心とする夏のお祭りである
始まりは安土桃山時代初期の天正元年3月(1573年)。以降にいつ夏まつりは堀出神社の例大祭として現在まで伝わっている。
- 8月16日 新津松坂流し 「盆踊り」  (雨天順延)

- 8月19日
  - 12時30分　各町内順行
  - 19時00分　宮参り　堀出神社へ

- 8月20日
  - 9時30分　新津本町周辺順行
  - 18時30分　宮上り　堀出神社へ
  - 24時00分　堀出神社で栄町神楽舞⇒御神体が神社へお帰りになる
  - 24時10分　各町内へ戻る

- 8月21日
  - 11時00分　斉行され各町からの参拝
  - 13時00分　御神楽の奉奏、この後本殿の扉が閉じられ堀出神社例大祭が終了する。

(毎年スケジュール変更がありスケジュールが変わる場合がある)

## 主なイベント
- 名物縁台将棋
- きてきちの歩行者天国・こんばんわ市 (新津本町通り)

- 大囃祭 (2016年度 堀出神社)
- 新津松坂流し (新津本町通り)
- 屋台祭り (新津本町周辺)
- 堀出神社例大祭

## 祭り屋台　御宝様
7台あり各町内御宝様を2階に祀っている。
- ★一之町屋台：稲神様
- ☆二之町屋台：大黒天
- 三之町屋台：恵比寿様
- 四之町屋台：弁財天
- 停車場通り屋台：毘沙門天
- 上善道屋台：布袋様
- ◎新町屋台：天神様

2016年度指揮屋台★：軍配　当番屋台（総指揮）☆：弓　次当番屋台（副指揮）◎：矢　前当番屋台（副指揮）

## 当番屋台
7台ある屋台の中で7年に1回総指揮として祭りを運行する。
- ★本年の総指揮屋台には“軍配”（総指揮）
- ☆来年の総指揮屋台には“弓”　（副指揮）
- ◎昨年の総指揮屋台には“矢”　（副指揮）

以上が手渡され3町内の指揮者が祭りの運行、スケジュールにたずさわる。